# Ritratto di Inigo Jones

## Descrizione
L'ovale raffigura Inigo Jones, uno dei principali architetti del periodo noto come "barocco inglese". Jones era amico di van Dyck e come lui era ospitato con tutti gli onori alla corte di Carlo I Stuart. Jones è noto come il progettista di edifici di rilevanza, come Queen's House, Banqueting House, Covent Garden.